# 今泉台 (鎌倉市)
今泉台（いまいずみだい）は、神奈川県鎌倉市の地名。現行の行政地名は今泉台一丁目から今泉台七丁目。住居表示は一丁目から七丁目の全域で実施済み。

## 地理
鎌倉市中心部から北東方向に位置し、柏尾川支流の砂押川最上流域にそびえる標高30～90メートル級の丘陵地帯の上に築かれた住宅街である。鎌倉市大船地域に属し、北に今泉、南東に二階堂、南西に山ノ内、西に大字大船が隣接している。
七丁目の東側には灌漑用の人造湖である散在ヶ池（さんざがいけ、鎌倉湖）を中心とする散在ガ池森林公園がある。それ以外の部分の多くは住宅地として開発されており町のほぼ中心に鎌倉今泉台郵便局がある。

### 地価
住宅地の地価は、2023年（令和5年）1月1日の公示地価によれば、今泉台1-21-2の地点で10万9000円/m2となっている。

## 歴史
かつては北部に隣接している今泉の一部であったが高度経済成長期に宅地開発が行われて新興住宅地となり、1981年（昭和56年）の住居表示実施の際に分離された。

## 世帯数と人口
2023年（令和5年）9月1日現在（鎌倉市発表）の世帯数と人口は以下の通りである。
| 丁目         | 世帯数    | 人口    |
| ------------ | --------- | ------- |
| 今泉台一丁目 | 309世帯   | 736人   |
| 今泉台二丁目 | 187世帯   | 446人   |
| 今泉台三丁目 | 240世帯   | 526人   |
| 今泉台四丁目 | 430世帯   | 973人   |
| 今泉台五丁目 | 163世帯   | 382人   |
| 今泉台六丁目 | 335世帯   | 726人   |
| 今泉台七丁目 | 355世帯   | 779人   |
| 計           | 2,019世帯 | 4,568人 |

### 人口の変遷
国勢調査による人口の推移。
| 年                 | 人口  |
| ------------------ | ----- |
| 1995年（平成7年）  | 5,927 |
| 2000年（平成12年） | 5,505 |
| 2005年（平成17年） | 5,279 |
| 2010年（平成22年） | 5,155 |
| 2015年（平成27年） | 4,884 |
| 2020年（令和2年）  | 4,636 |

### 世帯数の変遷
国勢調査による世帯数の推移。
| 年                 | 世帯数 |
| ------------------ | ------ |
| 1995年（平成7年）  | 2,031  |
| 2000年（平成12年） | 2,068  |
| 2005年（平成17年） | 2,090  |
| 2010年（平成22年） | 2,125  |
| 2015年（平成27年） | 2,024  |
| 2020年（令和2年）  | 2,006  |

## 学区
市立小・中学校に通う場合、学区は以下の通りである（2021年12月時点）。
| 丁目         | 番地 | 小学校             | 中学校             |
| ------------ | ---- | ------------------ | ------------------ |
| 今泉台一丁目 | 全域 | 鎌倉市立今泉小学校 | 鎌倉市立岩瀬中学校 |
| 今泉台二丁目 | 全域 | 鎌倉市立今泉小学校 | 鎌倉市立岩瀬中学校 |
| 今泉台三丁目 | 全域 | 鎌倉市立今泉小学校 | 鎌倉市立岩瀬中学校 |
| 今泉台四丁目 | 全域 | 鎌倉市立今泉小学校 | 鎌倉市立岩瀬中学校 |
| 今泉台五丁目 | 全域 | 鎌倉市立今泉小学校 | 鎌倉市立岩瀬中学校 |
| 今泉台六丁目 | 全域 | 鎌倉市立今泉小学校 | 鎌倉市立岩瀬中学校 |
| 今泉台七丁目 | 全域 | 鎌倉市立今泉小学校 | 鎌倉市立岩瀬中学校 |

## 事業所
2021年（令和3年）現在の経済センサス調査による事業所数と従業員数は以下の通りである。
| 丁目         | 事業所数 | 従業員数 |
| ------------ | -------- | -------- |
| 今泉台一丁目 | 6事業所  | 21人     |
| 今泉台二丁目 | 11事業所 | 31人     |
| 今泉台三丁目 | 3事業所  | 5人      |
| 今泉台四丁目 | 25事業所 | 85人     |
| 今泉台五丁目 | 6事業所  | 15人     |
| 今泉台六丁目 | 7事業所  | 26人     |
| 今泉台七丁目 | 10事業所 | 25人     |
| 計           | 68事業所 | 208人    |

### 事業者数の変遷
経済センサスによる事業所数の推移。
| 年                 | 事業者数 |
| ------------------ | -------- |
| 2016年（平成28年） | 62       |
| 2021年（令和3年）  | 68       |

### 従業員数の変遷
経済センサスによる従業員数の推移。
| 年                 | 従業員数 |
| ------------------ | -------- |
| 2016年（平成28年） | 182      |
| 2021年（令和3年）  | 208      |

## 施設

### 公共施設
- 大船警察署今泉駐在所
- 鎌倉今泉台郵便局

### 名所
- 散在ガ池森林公園
  - 散在ガ池（鎌倉湖）

## 交通機関

### 鉄道
- 地域内に駅はない。最寄り駅は北鎌倉駅。

### バス
- 江ノ電バス N5・N55系統 大船駅東口交通広場 - 鎌倉湖畔循環 - 大船駅東口交通広場

## その他

### 日本郵便
- 郵便番号 : 247-0053[3]（集配局 : 大船郵便局[18]）。